# أبو نصر الشيرازي
شمس الدين أبو نصر محمد بن العدل الإمام هبة الله بن محمد بن هبة الله بن يحيى بن بندار بن مميل الشيرازي الدمشقي الشافعي فقيه وقاضي تولى قضاء الشام.

## طلبه للعلم
ولد في شهر ذي القعدة سنة 549 هـ. أجاز له أبو الوقت السجزي، ونصر بن سيار الهروي وجماعة. سمع من أبي يعلى حمزة بن الحبوبي، والخطيب أبي البركات الخضر بن عبد الحارثي، وأبي طاهر بن الحصني، والصائن بن عساكر وأخيه الحافظ، وعلي بن مهدي الهلالي، وأبي المكارم بن هلال، ومحمد بن حمزة بن الموازيني، ومحمد بن بركة الصلحي، والحسن بن البطليوسي وعدة. حدث عنه البرازيلي، وابن خليل، والمنذري، وابن النابلسي، وابن الصابوني، وأبو الحسين اليونيني، ومحمد بن أبي الذكر، وخديجة بنت غنمة، وعبد المنعم بن عساكر، ومحمد بن يوسف الإربلي، وأبو محمد ظافر النابلسي، والشهاب بن مشرف، والعز بن العماد، وأبو حفص بن القواس، وبهاء الدين بن عساكر، وحفيده أبو نصر محمد بن محمد وآخرون.
درس أبو نصر بمدرسة العماد الكاتب ثم تركها، ثم درس بالشامية الكبرى. وكان رئيسا جليلا، ماضي الأحكام، عديم المحاباة، ساكنا وقورا، مليح الشكل، منور الوجه، أكثر وقته في نشر العلم والرواية والتدريس . تفقه بالقطب النيسابوري، وأبي سعد بن أبي عصرون وغيرهما، وفي ذريته كبراء وعدول .

## ثناء العلماء عليه
قال المنذري: «ولي القضاء ببيت المقدس وغيره، ودرس وأفتى، وهو آخر من حدث عن أبي البركات والصائن والحصني، وانفرد برواية أكثر من مائتي جزء من تاريخ دمشق، ومميل بالفارسية هو محمد». قال ابن الحاجب: «هو أحد قضاة الشام استقلالا بعد نيابة». قال الذهبي: «استقل بالقضاء مع مشاركة غيره له مديدة، ثم لما استقل بالقضاء الشمسان ابن سني الدولة والخويي عرضت عليه النيابة فامتنع، ثم عزلا في سنة تسع وعشرين بالعماد بن الحرستاني، ثم عزل العماد وأعيد ابن سني الدولة».

## وفاته
توفي في اليوم الثاني من شهر جمادى الآخرة سنة 635 هـ.